# Горпин
Горпин (укр. Горпин) — село в Жовтанецкой сельской общине Львовского района Львовской области Украины.
Население по переписи 2001 года составляло 584 человека. Занимает площадь 1,3 км². Почтовый индекс — 80441. Телефонный код — 3254.